# Monument voor het Regiment Stoottroepen (Beneden-Leeuwen)
Het Monument voor het Regiment Stoottroepen is een Tweede Wereldoorlog-monument in Beneden-Leeuwen in de Nederlandse provincie Gelderland. 
Het monument bestaat uit een grote erebegraafplaats (ereveld) dat in 1949 is aangelegd speciaal voor gesneuvelde leden van het Regiment Stoottroepen Prins Bernhard, de Stoottroepers (Stoters)  die in  1944 na Operatie Market Garden samen met de geallieerden streden voor de bevrijding van het Land van Maas en Waal en de dijken van West Maas en Waal moesten beschermen.
Het ereveld is gevestigd in de voormalige tuin van klooster St. Elizabeth en biedt ruimte aan drie oorlogsgraven, die symbool staan voor de ruim 350 gevallen Stoottroepers. Er is ook een gedenkteken en een kapel. 
Sinds 1946 worden bij het monument, iedere tweede zondag van oktober, alle Stoters herdacht die zijn gesneuveld tijdens de Tweede Wereldoorlog en operaties na 1945.

## Beschrijving
Het monument bestaat uit verschillende gedenkplekken die allemaal op een ander moment op het ereveld zijn geplaatst.

### Graven

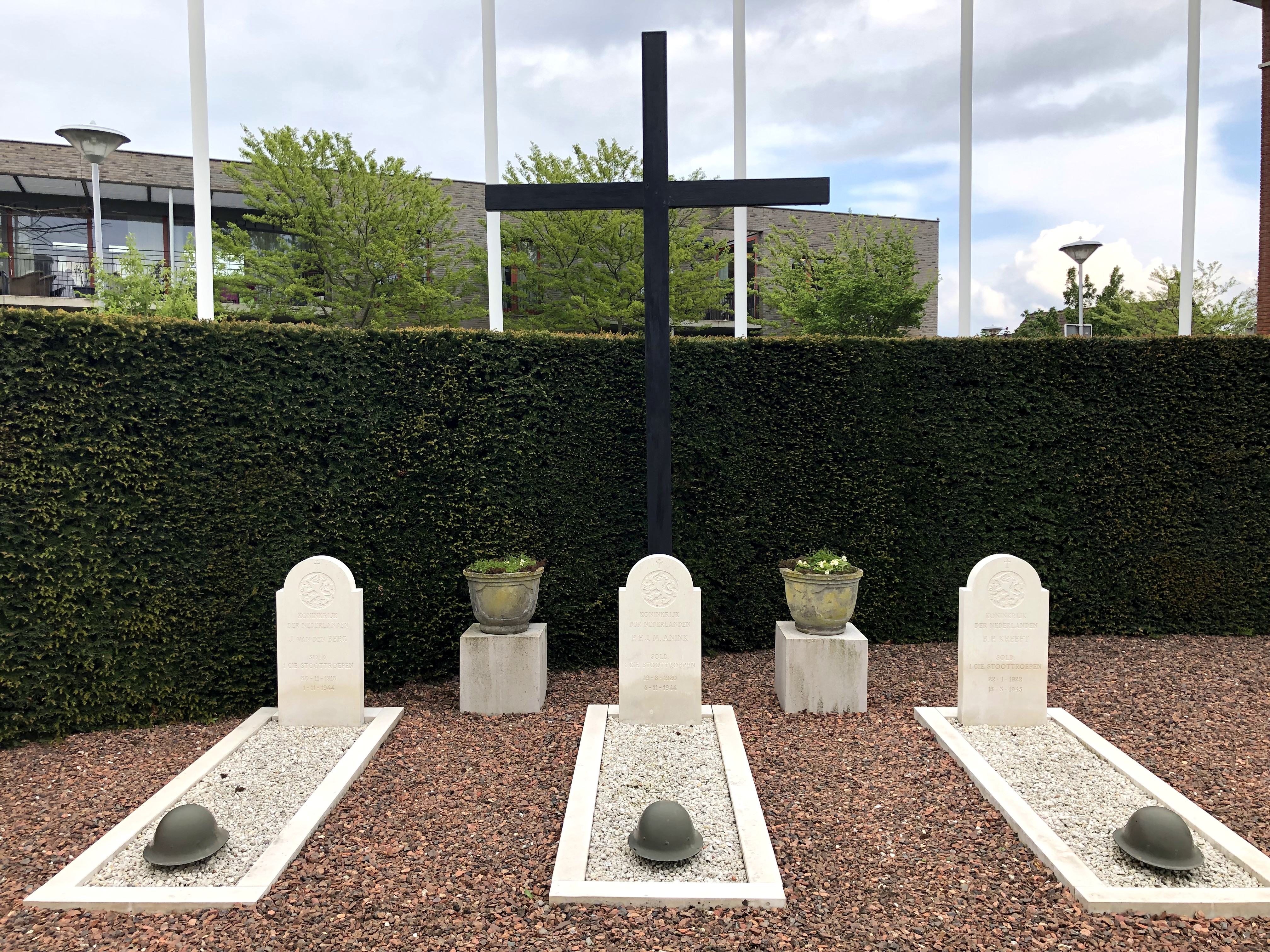
De drie graven

Deze eerste drie gesneuvelden van de 1e Compagnie Stoottroepen zijn begraven in de toenmalige kloostertuin van huize St. Elizabeth. Ze staan symbool voor alle 375 gesneuvelde Stoters. De graven zijn gemaakt van wit natuursteen en op de voorkant van het graf ligt een helm. Achter de graven staat een groot houten kruis. De graven zijn van (van links naar rechts op de foto): J. Van den Berg (30-11-1918 – 01-11-1944), P.F.J.M. Anink (19-08-1920 – 04-11-1944) en B.P. Kreeft (22-01-1922 – 13-03-1945).
Veel gesneuvelden zijn hier begraven geweest maar later door hun familie herbegraven in een persoonlijk graf. Dit heeft tot gevolg dat er nu nog maar drie mensen begraven liggen.

### Gedachteniskapel
Toen het ereveld werd aangelegd, is er ook een kleine kapel gebouwd. Op de muur van deze kapel staan de namen van alle Stoottroepers die omgekomen tijdens de Tweede Wereldoorlog en latere conflicten.
De kapel is gebouwd met rode bakstenen, heeft een sobere uitstraling en wordt bekroond met een kruis. De binnenkant wordt gesierd door twee grote glas-in-loodramen van glazenier Edlef Romeny. Op het rechterraam is, groot in het midden, een arbeider afgebeeld met onder hem een handvol Duitse soldaten die de vlag van het Derde Rijk dragen. De Duitse soldaten worden omringd door een donkergroene slang. Aan de onderkant van het raam is het rijkswapen van het Koninkrijk der Nederlanden afgebeeld met daaronder de onlosmakelijk verbonden spreuk 'Je maintiendrai': 'Ik zal handhaven'. Het linker raam beeldt een bewapende Nederlandse soldaat af met onder hem onder andere Japanse soldaten met de Japanse oorlogsvlag. Aan de onderkant staat het wapen van het Regiment Stoottroepen. Binnenin hangen tevens vier gedenkplaten van wit gesteente met alle namen van de gevallen Stoottroepers. Hieraan worden namen toegevoegd indien nodig.

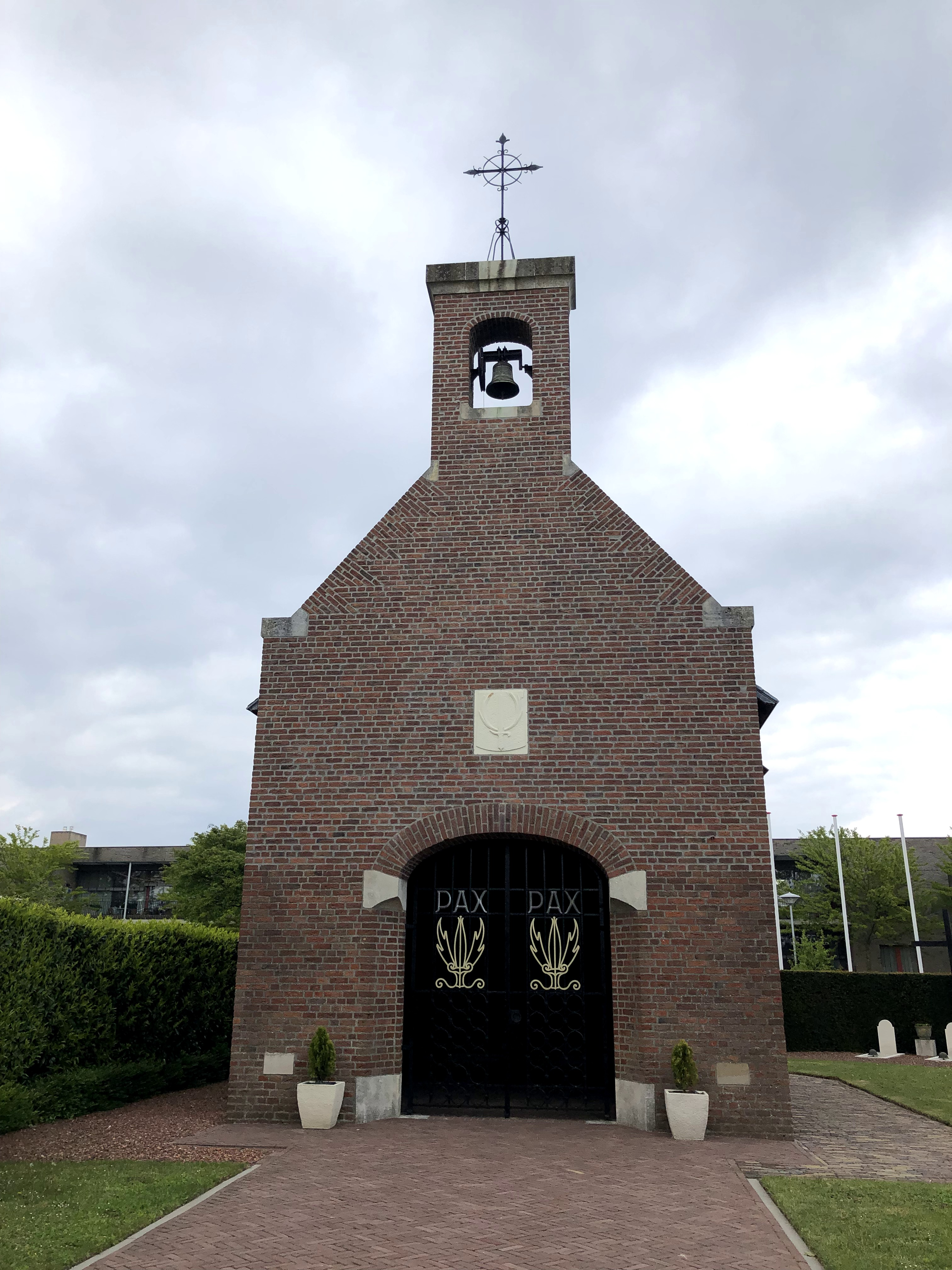
Gedachteniskapel
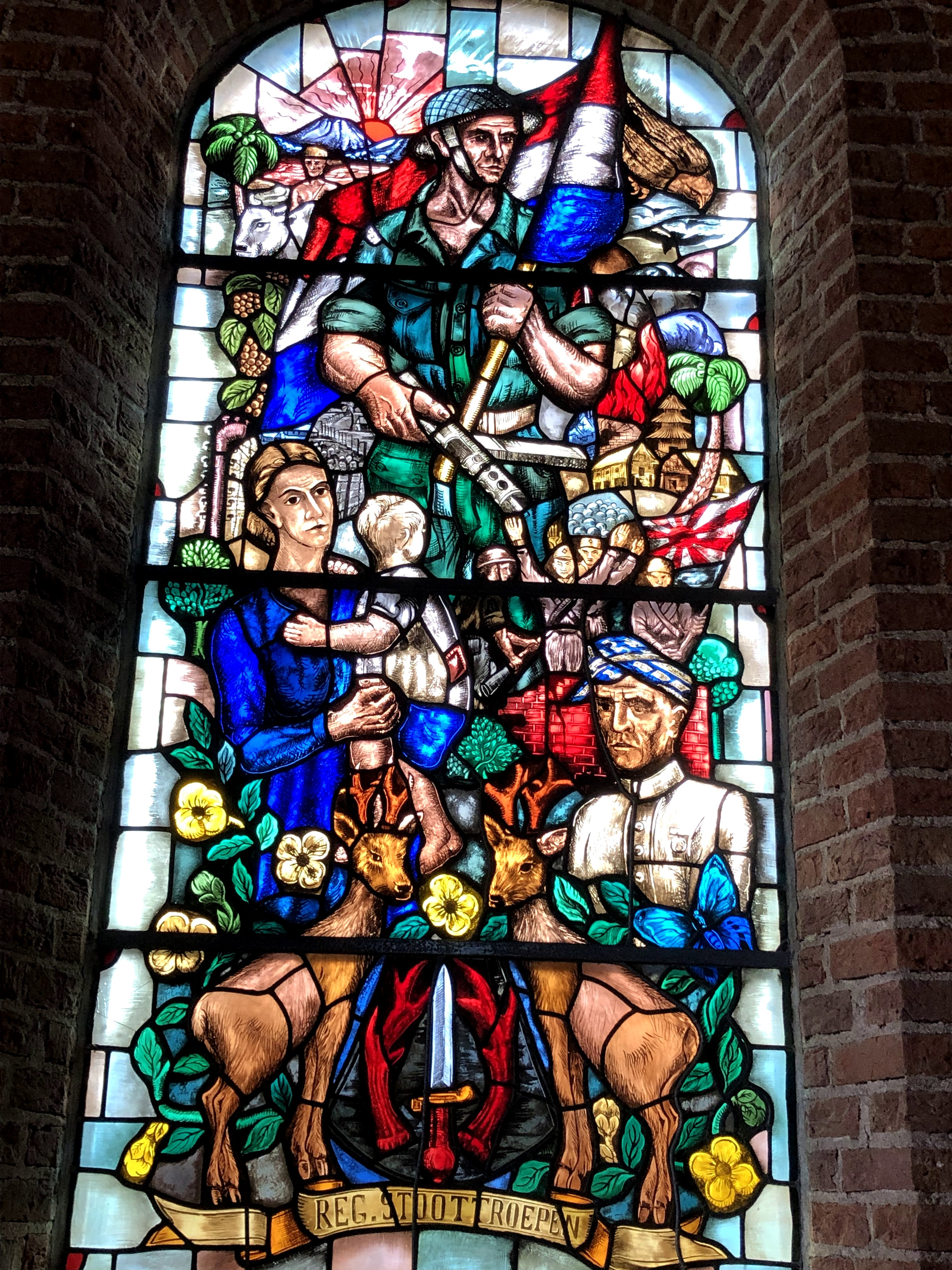
Het linker glas-in-loodraam aan de binnenkant van de gedachteniskapel
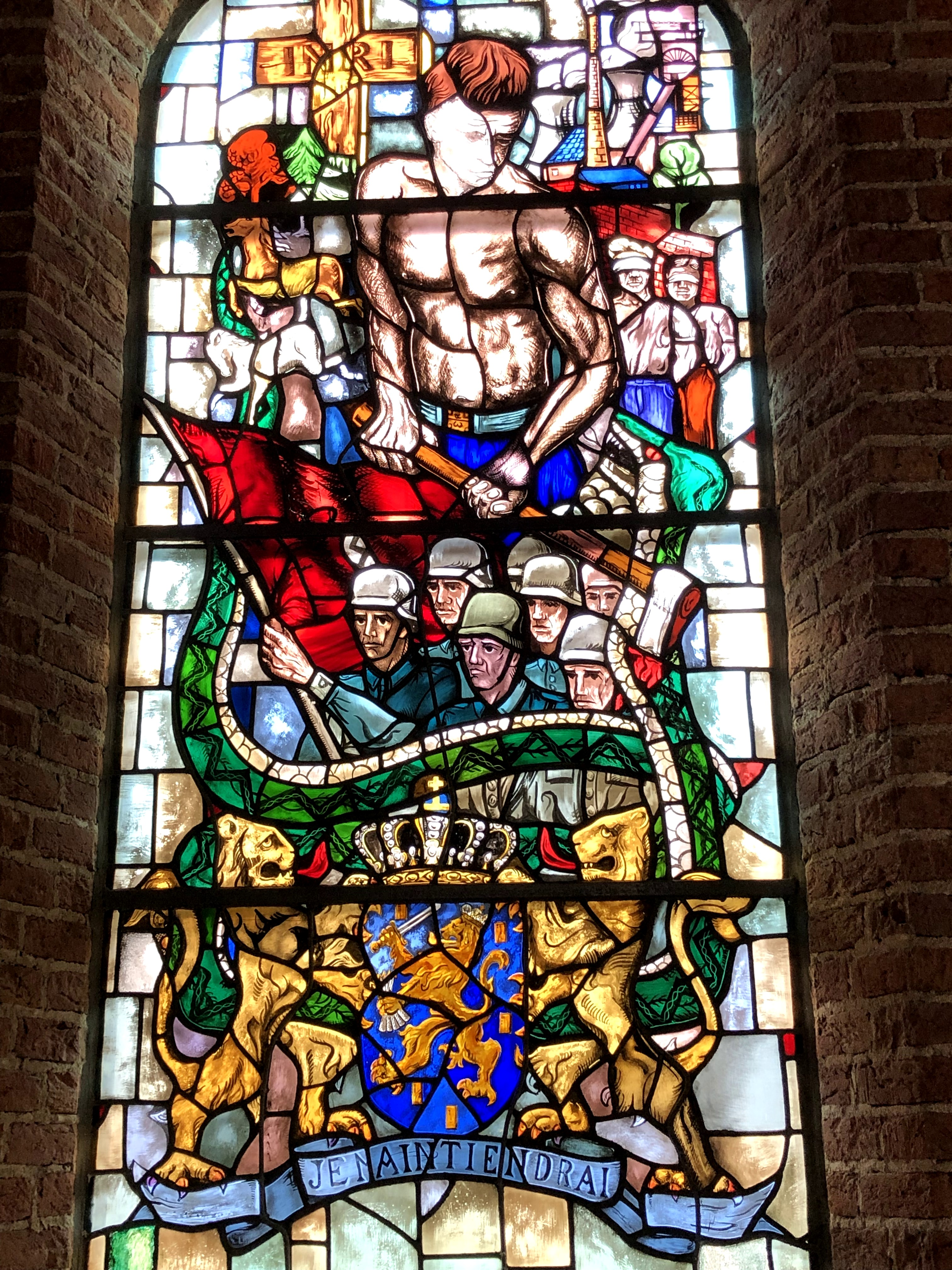
Het rechter glas-in-loodraam aan de binnenkant van de gedachteniskapel

### Gedenkteken

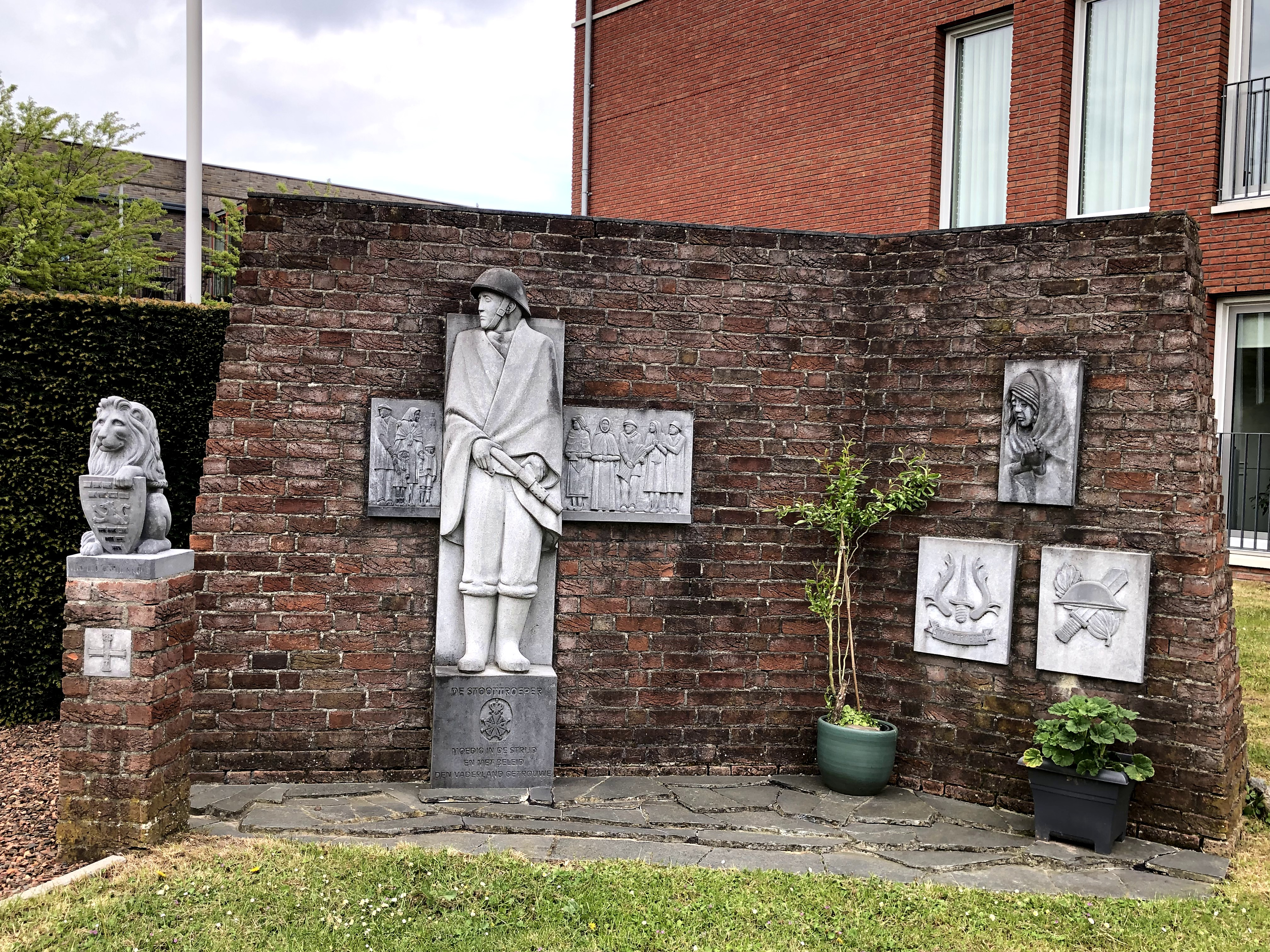
Het gedenkteken ter ere van de Stoottroepers, onthuld op 8 oktober 2000

Het gedenkteken bestaat uit een rode bakstenen muur met daarvoor een beeld van een Stoottroeper op een voetstuk. Op dit voetstuk staat de gravering: 

DE STOOTTROEPER

MOEDIG IN DE STRIJD

EN MET BELEID

DEN VADERLAND GETROUWE

Achter de soldaat hangt een beeldhouwwerk dat de burgerbevolking uitbeeldt die de Stoter tijdens zijn dienst heeft beschermd. De andere reliëfs zijn een bedroefde vrouw die wellicht rouwt om haar verloren man op het voetstuk en het embleem van het Regiment Stoottroepen.
In dit gedenkteken staat de bakstenen muur symbool voor de dijk van West Maas en Waal en de vloer van overlappende Noorse lei tegels staan voor het water aan de dijk. Het geheel van het beeld, de muur en de vloer symboliseert dus een Stoottroeper die op wacht staat aan een van de rivierdijken: de taak van de Stoters in West Maas en Waal ten tijde van de Tweede Wereldoorlog. Een detail is dat de soldaat kijkt naar de kapel en de drie graven van zijn gesneuvelde kameraden.

## Geschiedenis
Tijdens de Tweede Wereldoorlog was het de taak van de 1e Compagnie Stoottroepen om de dijken in West Maas en Waal te beschermen. In de kloostertuin van huize St. Elizabeth in Beneden-Leeuwen konden de militairen terecht met hun verwondingen. 
Acht Stoottroepers uit de 1e Compagnie sneuvelden tijdens de strijd. Voor deze acht militairen werd op 13 oktober 1946 een herdenking gehouden in de kloostertuin. Na deze herdenking van 1946 hadden velen in West Maas en Waal hoop dat het een jaarlijkse aangelegenheid kon worden en onder leiding van Stoottroepers-commandant Sjef de Groot vond dit weerklank. De Groot richtte namelijk het ‘comité tot de bouw van het Herdenkingsmonument’ op die tijdens haar eerste bijeenkomst op 15 januari 1947 besloot dat er een gedachteniskapel gebouwd moest worden ter nagedachtenis aan de gesneuvelde Stoters . Deze kapel werd op 9 oktober 1949 onthuld. Op 8 oktober 2000 is het monument uitgebreid met een gedenkteken. Vanaf 1947 is de Stoottroepersherdenking in Beneden-Leeuwen een jaarlijkse gebeurtenis. Na 1947 worden dan ook, in tegenstelling tot enkel de acht uit de Tweede Wereldoorlog in 1946, alle gevallen Stoters uit operaties na 1945 tot heden herdacht. Aan de binnenkant van de gedachteniskapel zijn de namen van de gesneuvelden gegraveerd en deze plaquette met namen wordt regelmatig uitgebreid nodig.